# SS-Oberst-Gruppenführer

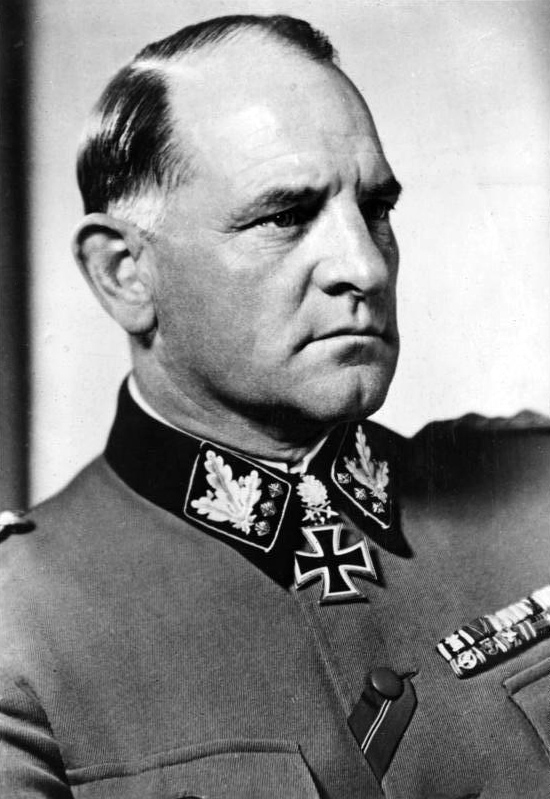
Josef Dietrich con i gradi da SS-Oberst-Gruppenführer

Mostrina SS-Oberst-Gruppenführer

Lo SS-Oberst-Gruppenführer (1942-1945) era il più alto grado delle SS, ad eccezione del Reichsführer-SS, che era un grado speciale tenuto allora da Heinrich Himmler. Da non confondere con il grado "Obergruppenführer" inferiore ad esso, motivo per cui venne deciso di inserire un trattino tra la "T" di "Oberst" e la "G" di "Gruppenführer".
Il grado di Oberst-Gruppenführer era equivalente a quello di Colonnello Generale (Generaloberst) nella Wehrmacht, o di un Generale d'Armata nel Regio Esercito, oppure generale a quattro stelle dell'esercito americano.

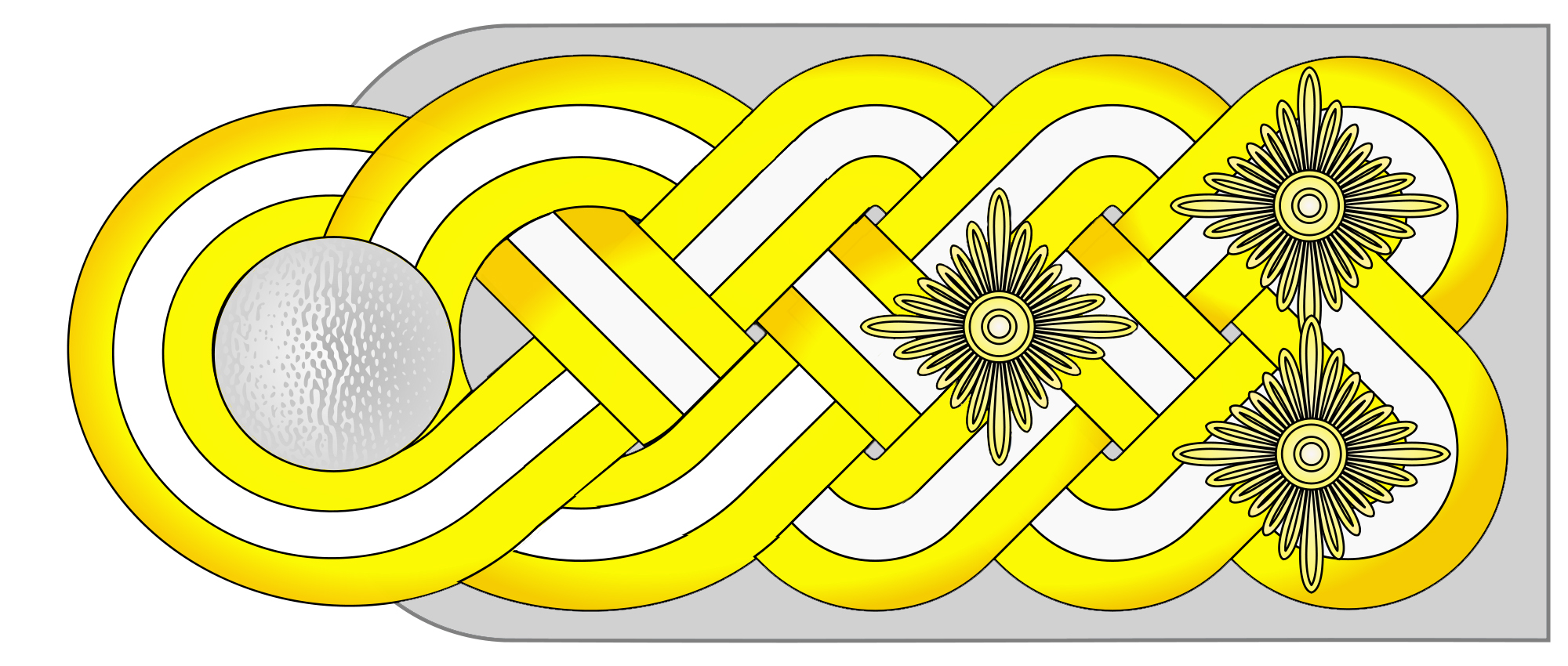
Spallina

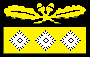
Distintivo da mimetica

## Storia
Creato nel 1942, nel corso dei tre anni della sua esistenza il grado di Oberst-Gruppenführer è stato tenuto solo da quattro uomini, di cui solo due sono stati comandanti di campo nelle Waffen-SS. Era stato concepito originariamente come grado delle Waffen-SS per designare i comandanti dei reparti corazzati, tuttavia, lo Stato Maggiore della Wehrmacht, contraria che un generale delle SS tenesse così tanto potere, si oppose. A risolvere il conflitto entrò nella primavera del 1942 Adolf Hitler, che creò il grado di Oberst-Gruppenführer riorganizzando al contempo le SS con tanto di promozione doppia all'interno dell'Ordnungspolizei. Per esempio, Kurt Daluege venne promosso prima a Generaloberst der Polizei e quindi a Oberst-Gruppenführer delle SS, primo a ricevere questo grado. Il secondo ad essere promosso Oberst-Gruppenführer fu il Tesoriere capo del partito nazista Franz Xaver Schwarz.
Le ultime due promozioni da Oberst-Gruppenführer furono ordinate nel 1944, stavolta per dei generali delle Waffen-SS. Le insegne da Oberst-Gruppenführer vennero indossate esclusivamente nell'uniforme grigia delle Waffen-SS o nelle uniformi di servizio grigie delle SS (o, nel caso di Daluege, l'uniforme della polizia), e non ci sono documenti fotografici che testimonino l'esistenza di insegne da Oberst-Gruppenführer indossati sulla divisa nera da cerimonia, la quale, quando questo nuovo grado fu creato, era già in gran parte caduta in disuso da tempo.

## Le insegne
Le insegne da Oberst-Gruppenführer erano composte da tre foglie di quercia in argento, ornate da tre semi argentati.

## Personaggi che ricevettero il grado
- Josef Dietrich, 20 aprile 1942 (und Panzer-Generaloberst der Waffen-SS)
- Franz Xaver Schwarz, 20 aprile 1942 (Ehrenführer, leader onorario)
- Kurt Daluege, 20 aprile 1942 (Generaloberst und der Polizei)
- Paul Hausser, 1º agosto 1944 (Generaloberst und der Waffen-SS)

Nel 1944, Heinrich Himmler offrì ad Albert Speer il grado onorifico di Oberst-Gruppenführer. Speer rifiutò, non volendo essere formalmente subordinato ad Himmler. Anche ad Hermann Göring fu offerto questo grado nel 1945, ma anch'esso rifiutò di accettare la posizione a causa della sua avversione per Himmler . Il successore di Himmler, Karl Hanke, non ebbe mai il grado di Oberst-Gruppenführer, ma venne nominato direttamente Reichsführer-SS dal grado più basso di Obergruppenführer.

## Cultura di massa
Il grado di Oberst-Guppenführer è apparso anche in vari film e nel romanzo di Robert Harris Fatherland, ambientato nel 1964, in una storia parallela in cui la Germania nazista ha vinto la seconda guerra mondiale. Nel romanzo, Arthur Nebe fa la sua apparizione come un anziano e plurigraduato SS-Oberst-Gruppenführer mentre prestava servizio come comandante della Kriminalpolizei. Nella serie tv distopica L'uomo nell'alto castello, anch'essa ambientata in un mondo alternativo che vede il nazismo vincitore, tale titolo è portato da Reinhard Heydrich, che storicamente è stato "soltanto" Obergruppenführer. Le insegne di Oberst-Gruppenführer sono state portate anche da Ian McKellen mentre interpretava il dittatore-re Riccardo III d'Inghilterra nell'adattamento cinematografico del 1995, ambientato nel Regno Unito nel 1930.